# Ла Наве (Арецо)
Ла Наве је насеље у Италији у округу Арецо, региону Тоскана.
Према процени из 2011. у насељу је живело 189 становника. Насеље се налази на надморској висини од 249 м.